# UCI Àsia Tour 2010-2011
L'UCI Àsia Tour 2010-2011 va ser la setena edició de l'UCI Àsia Tour, un dels cinc circuits continentals de ciclisme de la Unió Ciclista Internacional. Estava formada per 34 proves, organitzades del 10 d'octubre de 2010 al 19 de setembre de 2011 a Àsia.

## Evolució del calendari

### Octubre de 2010
| Data  | Cursa                            | País            | Cat. | Vencedor          | Equip                 |
| ----- | -------------------------------- | --------------- | ---- | ----------------- | --------------------- |
| 10    | Kumamoto International Road Race | Japó            | 1.2  | Takashi Miyazawa  | Nippo                 |
| 11-19 | Tour de Hainan                   | R.P. de la Xina | 2.HC | Valentín Iglinski | Astana Qazaqstan Team |
| 22-24 | Tour de Seül                     | Corea del Sud   | 1.2  | Tomasz Marczyński | CCC Polsat Polkowice  |
| 23    | Volta al llac Taihu              | R.P. de la Xina | 1.2  | David Kemp        | Fly V Australia       |
| 24    | Japan Cup                        | Japó            | 1.HC | Daniel Martin     | Garmin-Transitions    |
| 24-3  | Volta a Indonèsia                | Indonèsia       | 2.2  | Herwin Jaya       | Polygon Sweet Nice    |

### Novembre de 2010
| Data  | Cursa          | País | Cat. | Vencedor           | Equip                |
| ----- | -------------- | ---- | ---- | ------------------ | -------------------- |
| 13-14 | Tour d'Okinawa | Japó | 2.2  | Shinichi Fukushima | Geumsan Ginseng Asia |

### Desembre de 2010
| Data | Cursa                              | País      | Cat. | Vencedor      | Equip        |
| ---- | ---------------------------------- | --------- | ---- | ------------- | ------------ |
| 12   | Tour del Mar de la Xina Meridional | Hong Kong | 1.2  | Kazuhiro Mori | Aisan Racing |

### Gener
| Data | Cursa            | País     | Cat. | Vencedor          | Equip              |
| ---- | ---------------- | -------- | ---- | ----------------- | ------------------ |
| 23-1 | Tour de Langkawi | Malàisia | 2.HC | Jonathan Monsalve | Androni Giocattoli |

### Febrer
| Data  | Cursa                                          | País      | Cat. | Vencedor        | Equip                          |
| ----- | ---------------------------------------------- | --------- | ---- | --------------- | ------------------------------ |
| 6-11  | Tour de Qatar                                  | Qatar     | 2.HC | Mark Renshaw    | HTC-Highroad                   |
| 11    | Tour de Mumbai I                               | Índia     | 1.2  | Elia Viviani    | Liquigas-Cannondale            |
| 13    | Tour de Mumbai II                              | Índia     | 1.2  | Robert Hunter   | RadioShack                     |
| 15-20 | Tour d'Oman                                    | Oman      | 2.HC | Robert Gesink   | Rabobank                       |
| 17    | Campionats d'Àsia de ciclisme - contrarellotge | Tailàndia | CC   | Eugen Wacker    | Equip nacional del Kirguizstan |
| 19    | Campionats d'Àsia de ciclisme - cursa en ruta  | Tailàndia | CC   | Yukiya Arashiro | Equip nacional del Japó        |
| 24-28 | Kerman Tour                                    | Iran      | 2.2  | Mahdi Sohrabi   | Tabriz Petrochemical           |

### Març
| Data  | Cursa            | País        | Cat. | Vencedor        | Equip                |
| ----- | ---------------- | ----------- | ---- | --------------- | -------------------- |
| 8-13  | Jelajah Malaysia | Malàisia    | 2.2  | Mahdi Sohrabi   | Tabriz Petrochemical |
| 19-28 | Tour de Taïwan   | Xina Taipei | 2.1  | Markus Eibegger | Tabriz Petrochemical |

### Abril
| Data  | Cursa                 | País          | Cat. | Vencedor      | Equip                |
| ----- | --------------------- | ------------- | ---- | ------------- | -------------------- |
| 1-6   | Tour de Tailàndia     | Tailàndia     | 2.2  | Tobias Erler  | Tabriz Petrochemical |
| 15-24 | Tour de Corea         | Corea del Sud | 2.2  | Choi Ki Ho    | Hong Kong            |
| 16-19 | Tour de les Filipines | Filipines     | 2.2  | Rahim Ememi   | Azad University      |
| 24    | Melaka Governor Cup   | Malàisia      | 1.2  | Hassan Maleki | Suren                |

### Maig
| Data  | Cursa                         | País | Cat. | Vencedor          | Equip                      |
| ----- | ----------------------------- | ---- | ---- | ----------------- | -------------------------- |
| 13-18 | Tour de l'Azerbaidjan         | Iran | 2.2  | Mahdi Sohrabi     | Tabriz Petrochemical       |
| 25-29 | International Presidency Tour | Iran | 2.2  | Samad Poor Seiedi | Azad University            |
| 26-29 | Tour de Kumano                | Japó | 2.2  | Fortunato Baliani | D'Angelo & Antenucci-Nippo |

### Juny
| Data | Cursa             | País      | Cat. | Vencedor     | Equip           |
| ---- | ----------------- | --------- | ---- | ------------ | --------------- |
| 6-12 | Tour de Singkarak | Indonèsia | 2.2  | Amir Zargari | Azad University |

### Juliol
| Data | Cursa                 | País            | Cat. | Vencedor       | Equip          |
| ---- | --------------------- | --------------- | ---- | -------------- | -------------- |
| 1-10 | Tour del llac Qinghai | R.P. de la Xina | 2.HC | Gregor Gazvoda | Perutnina Ptuj |

### Setembre
| Data    | Cursa                 | País            | Cat. | Vencedor             | Equip                          |
| ------- | --------------------- | --------------- | ---- | -------------------- | ------------------------------ |
| 1-5     | Milad de Nour Tour    | Iran            | 2.2  | Ghader Mizbani       | Tabriz Petrochemical           |
| 7-11    | Tour de Brunei        | Brunei          | 2.2  | Shinichi Fukushima   | Terengganu                     |
| 10-20   | Volta a la Xina       | R.P. de la Xina | 2.1  | Muradian Khalmuratov | Giant Kenda                    |
| 16-19   | Tour d'Hokkaido       | Japó            | 2.2  | Miguel Ángel Rubiano | D'Angelo & Antenucci-Nippo     |
| 23-25   | Tour de Java oriental | Indonèsia       | 2.2  | Hossein Jahanbanian  | Tabriz Petrochemical           |
| 16 juny | Golan I               | Síria           | 1.2  | Vladimir Tuychiev    | Equip nacional de l'Uzbekistan |
| 18 juny | Golan II              | Síria           | 1.2  | Fadi Khan Shikhoni   | Equip nacional de Síria        |

### Proves anul·lades
| Data        | Prova                    | País                | Cat. | Causa |
| ----------- | ------------------------ | ------------------- | ---- | ----- |
| 22 gener    | Abu Dhabi Grand Prix     | Emirats Àrabs Units | 1.2  |       |
| 23 gener    | Emirates Cup             | Emirats Àrabs Units | 1.2  |       |
| 25 gener    | Dubai Grand Prix         | Emirats Àrabs Units | 1.2  |       |
| 26 gener    | Ras Alkhaimah Grand Prix | Emirats Àrabs Units | 1.2  |       |
| 15-22 maig  | Volta al Japó            | Japó                | 2.2  |       |
| 11 setembre | Tour de Delhi            | Índia               | 1.2  |       |

## Classificacions
- Font: UCI Àsia Tour Arxivat 2015-12-23 a Wayback Machine.

| #   | Ciclista                   | País                      | Pts |     |
| 1.  | Mahdi Sohrabi (IRI)        | Tabriz Petrochemical      | 327 |     |
| 2.  | Muradian Khalmuratov (UZB) | Giant Kenda               | 239 |     |
| 3.  | Amir Zargari (IRI)         | Azad University           | 218 |     |
| 4.  | Libardo Niño (COL)         | LeTua                     | 208 |     |
| 5.  | Boris Shpilevsky (RUS)     | Tabriz Petrochemical      | 203 |     |
| 6.  | Gregor Gazvoda (SVN)       | Perutnina Ptuj            | 183 |     |
| 7.  | Yukiya Arashiro (JPN)      | Team Europcar             | 172 |     |
| 8.  | Andrea Guardini (ITA) *    | Farnese Vini-Neri Sottoli | 167 |     |
| 9.  | Hossein Askari (IRI)       | Tabriz Petrochemical      |     | 153 |
| 10. | Rahim Ememi (IRI)          | Azad University           | 149 |     |

| #   | Equip                      | País        | Pts    |
| 1.  | Tabriz Petrochemical       | Iran        | 1183   |
| 2.  | Azad University            | Iran        | 663    |
| 3.  | Giant Kenda                | Xina Taipei | 594,67 |
| 4.  | Terengganu                 | Malàisia    | 371    |
| 5.  | Farnese Vini-Neri Sottoli  | Regne Unit  | 332    |
| 6.  | Aisan Racing Team          | Japó        | 302    |
| 7.  | LeTua                      | Malàisia    | 294    |
| 8.  | CCC Polsat Polkowice       | Polònia     | 272    |
| 9.  | Perutnina Ptuj             | Eslovènia   | 267    |
| 10. | D'Angelo & Antenucci-Nippo | Itàlia      | 266    |

| #   | País          | Pts    |
| 1.  | Iran          | 1436   |
| 2.  | Japó          | 1012   |
| 3.  | Uzbekistan    | 449    |
| 4.  | Malàisia      | 374    |
| 5.  | Kazakhstan    | 348    |
| 6.  | Corea del Sud | 287    |
| 7.  | Síria         | 210    |
| 8.  | Indonèsia     | 206,34 |
| 9.  | Hong Kong     | 200    |
| 10. | Kirguizstan   | 160    |

| #   | País            | Pts |
| 1.  | Malàisia        | 169 |
| 2.  | Corea del Sud   | 152 |
| 3.  | Kazakhstan      | 123 |
| 4.  | Hong Kong       | 100 |
| 5.  | Mongòlia        | 81  |
| 6.  | R.P. de la Xina | 48  |
| 7.  | Iran            | 35  |
| 8.  | Japó            | 33  |
| 9.  | Tailàndia       | 26  |
| 10. | Indonèsia       | 22  |